# Centro Cultural Recoleta

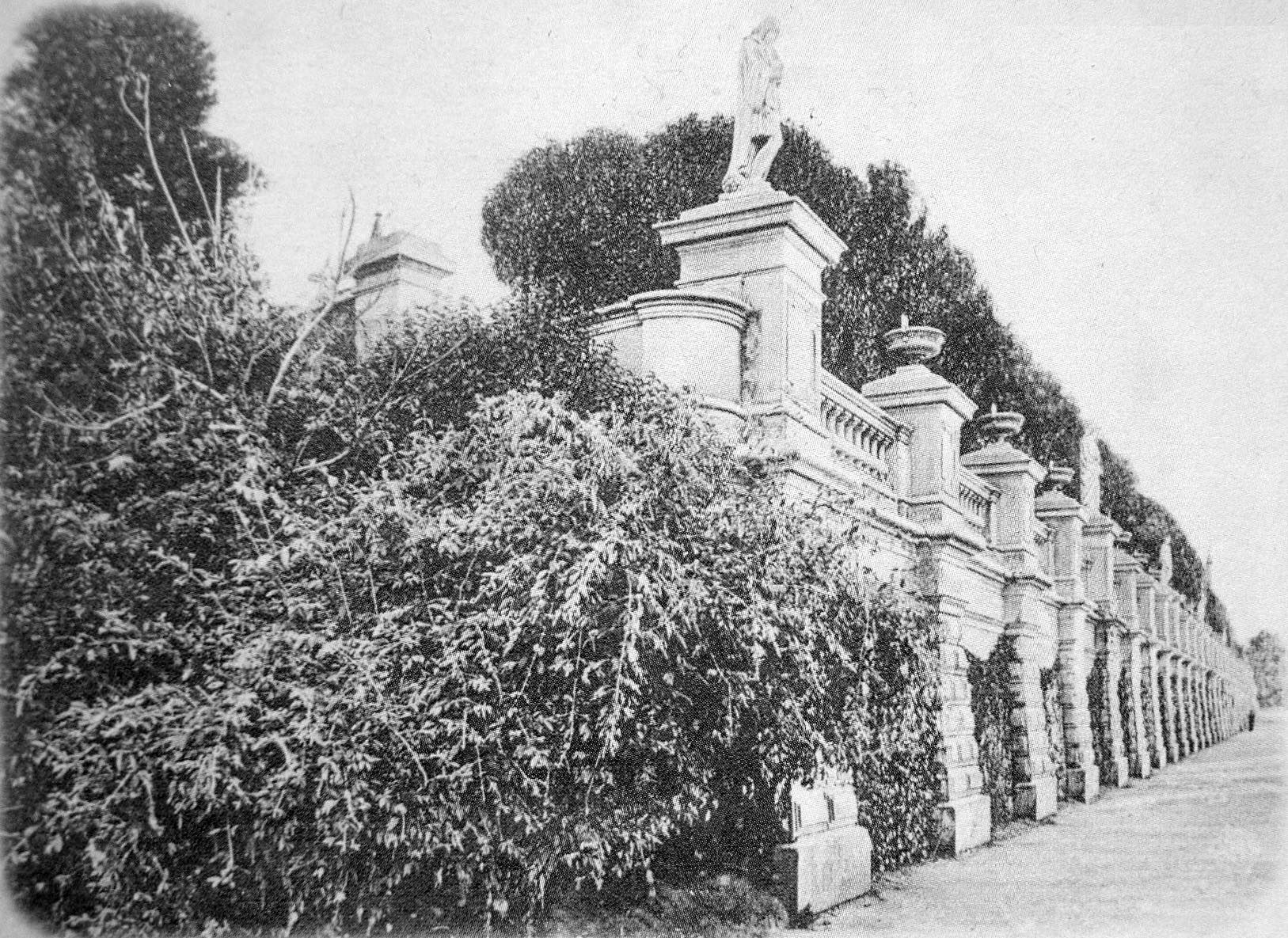
Paredón que sostenía la terraza del Asilo, hoy es parte del Buenos Aires Design. (ca.1900)

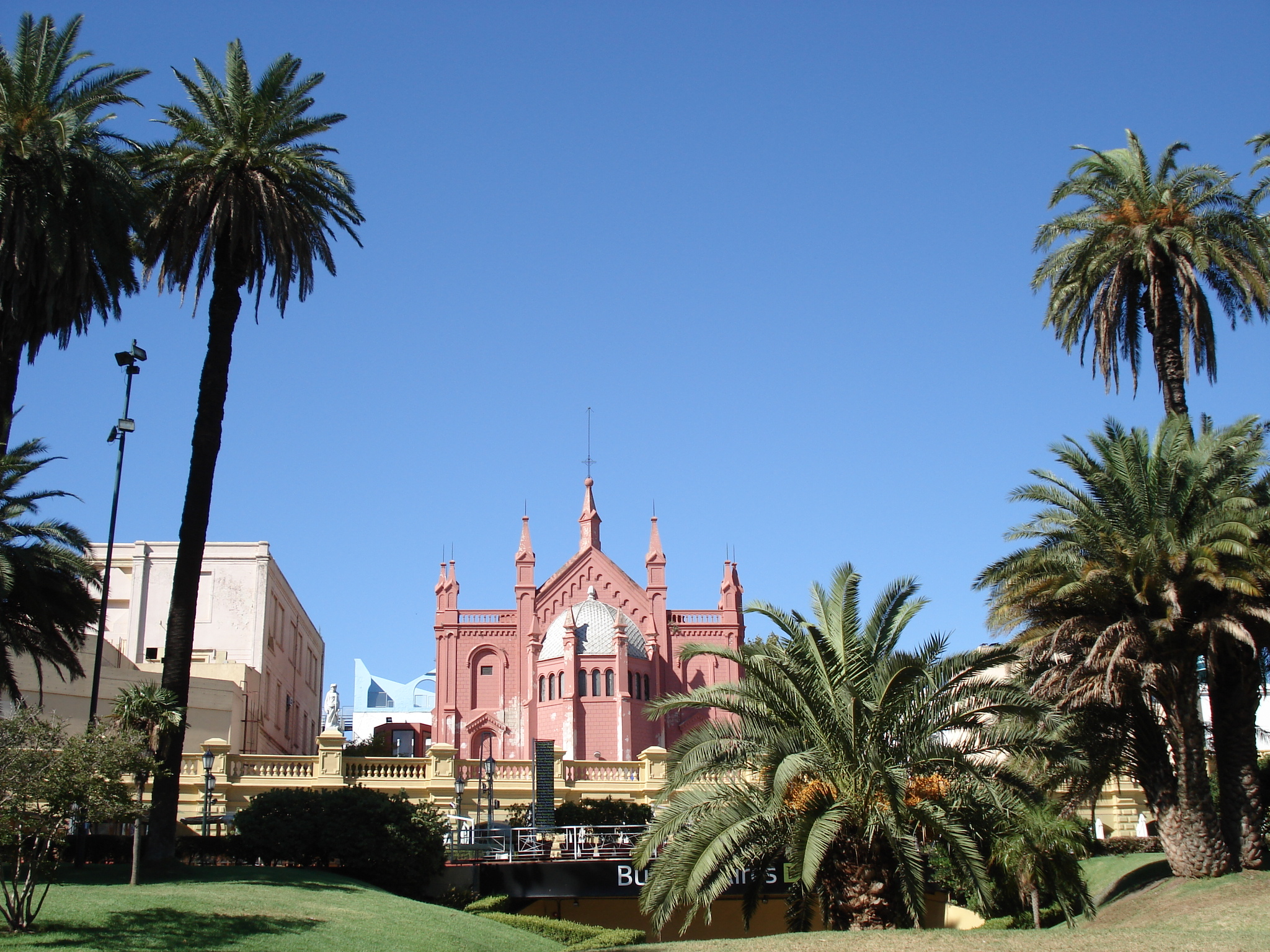
Vista desde la Plaza Intendente Alvear. Se destaca el Auditorio El Aleph.

El Centro Cultural Recoleta (en un comienzo llamado Centro Cultural Ciudad de Buenos Aires) es un espacio vivo y participativo para adolescentes y jóvenes que apuesta a la convivencia en la diversidad y que impulsa los movimientos artísticos del país y del mundo desde hace más de tres décadas.
Construido en un casco histórico con 300 años de historia, conecta tradición y vanguardia y es visitado por más de medio millón de personas al año, en su mayoría jóvenes de entre 18 y 35 años. 
Está ubicado en el barrio de Recoleta, en la Ciudad de Buenos Aires. Fue declarado Monumento Histórico Nacional y forma parte de un polo de atractivos turísticos y de esparcimiento, junto al Cementerio de la Recoleta y la Plaza Intendente Alvear, mal llamada Plaza Francia (esta se encuentra donde se alza el Monumento de Francia a la Argentina, frente al Museo Nacional de Bellas Artes). Ocupa el edificio del antiguo Asilo General Viamonte, y se trata de uno de los espacios culturales de mayor importancia de la ciudad.
Hay salas permanentes dedicadas a los adolescentes, al hip hop, al dibujo, una zona de estudio, un espacio de ocio y recreación, un bar y una tienda de objetos de diseño argentino contemporáneo, además de la Terraza, el Cine, el Laboratorio musical, el Centro de investigación, la Residencia para artistas, la Capilla y las salas de exhibición para artes visuales.
Todo el año, a través de diferentes mecanismos de participación como las convocatorias abiertas y públicas, el Recoleta invita a organizaciones culturales y a colectivos de artistas a crear contenidos y/o integrarse a su programación, como la convocatoria anual a artistas para diseñar y dictar talleres o la convocatoria a organizaciones culturales que quieran organizar proyectos en colaboración.

## Historia
El Centro Cultural Recoleta es conocido históricamente como la sede de lo nuevo. Desde su inauguración como centro cultural en 1980, sus salas se convirtieron en el lugar para que los artistas pudieran reflejar libremente inquietudes y búsquedas alejadas de una mirada conservadora. En una época dónde había pocos espacios institucionales para expresarse, el Recoleta alojó las nuevas disciplinas, al diseño y a la moda -entendida como actividad artística-, y a todas las tendencias emergentes que en estas salas se convertían en muestra y objeto de reflexión.
Con una impronta arquitectónica que tuvo distintas etapas y el sello original de Clorindo Testa, Jacques Bedel y Luis Benedit, el Recoleta fue uno de los principales centros que albergó en los 80’ el clima de época que se había forjado en los últimos años de la dictadura militar, durante los cuales los artistas jóvenes se unieron en espacios clandestinos y construyeron una cultura underground y transgresora en sótanos, locales nocturnos y discotecas. En los primeros años de democracia y bajo la dirección del arquitecto Osvaldo Giesso, el Recoleta fue uno de los primeros circuitos oficiales en incluir en sus salas estas expresiones artísticas que habían nacido en los márgenes. El concepto de “joven”, que había sido asociado a lo peligroso durante la dictadura militar, fue en el Recoleta una reivindicación fundamental que se logró al darle más visibilidad a las nuevas generaciones.
Durante los años 1980, con la idea de seguir el modelo del Centro Pompidou de París y el espíritu del Instituto Di Tella de los años 1960, el Recoleta reflejó a través del arte la apertura democrática que transitaba el país. Se reunieron voces diversas y lenguajes artísticos distintos: música, teatro, artes plásticas, performance y propuestas artísticas alternativas. Además, fue sede del cruce de lenguajes: lo académico con lo callejero, lo consagrado con las nuevas tendencias, lo lúdico con lo educativo.  En poco tiempo, su idea de pluralismo y diversidad repercutió en la ciudad y su público se multiplicó de manera exponencial.
Artistas de varias generaciones fueron influidos por el Recoleta y, muchas veces, sus carreras fueron impulsadas por la exposición que les daba el centro cultural. Así fue el caso de Liliana Maresca, quien encontró en este centro un espacio receptivo para sus acciones, instalaciones y performances. También tuvieron su espacio de exploración y crecimiento, artistas como Ana Gallardo, Res, Marcos López, Duilio Pierri, Guillermo Kuitca, Juan Lecuona, Miguel Harte, Cristina Schiavi, Gustavo Marrone, Alejandro Kuropatwa y Luis Búlgaro Freisztav.
Entre los momentos fundantes del arte argentino, en esta sede se presentó Gota de agua hidroespacial y Arco de triunfo del fundamental Gyula Kosice, obras de Rómulo Macció y la escultura El pibe Bazooka de Pablo Suárez, que reveló el submundo porno-gay de fines de los 80’. Se exhibió Naturaleza de la naturaleza, de Luis Felipe Noé, trabajos de León Ferrari, Matilde Marín, Alfredo Prior, Inés Tapia Vera, Federico Klemm, Marta Minujín, Juan Doffo, Hermenegildo Sábat, Elba Bairon, Jorge Demirjián, Tulio De Sagastizábal y Diana Aizenberg, entre muchos otros.
En 1989 se hizo la primera Bienal de Arte Joven, que incluyó la construcción de un puente hecho con andamios que iba del Palais de Glace al Recoleta. Afuera, sobre un escenario, se exhibieron obras de arte mientras Batato Barea y Alejandro Urdapilleta interpretaban La fabricante de torta, una obra sobre la represión, la homofobia y la culpa religiosa.
En 1988, el Recoleta exhibió la muestra multidisciplinaria «Mitominas I», coordinada por Monique Altschul, en la que se canalizaban los discursos de reivindicación de las mujeres. Esta muestra fue una experiencia fundante para la introducción del problema de género en Buenos Aires. El centro estaba siendo pionero en discusiones hoy muy instaladas en la sociedad pero que en aquella época no estaban en el foco de la agenda social. También fue el espacio para que las Abuelas de Plaza de Mayo pudieran hacer visible la búsqueda de sus nietos. En 1998, se inauguró la muestra Identidad, una instalación hecha por artistas como Carlos Alonso, Nora Aslán, Mireya Baglietto, Remo Bianchedi, Diana Dowek, León Ferrari, Adolfo Nigro, Luis Felipe Noé y Marcia Schvartz, en la que se desplegaba un gran friso hecho de espejos y 173 fotos de personas desaparecidas durante la última dictadura. 
Como centro cultural, el Recoleta se caracterizó, en sus distintas etapas, por dialogar siempre con su entorno y representar en su programación artística un clima de época, con muestras, recitales y obras escénicas que hacían referencia al contexto político y social de la Argentina y el mundo.  
Si en los años 1980 fue la sede del arte que estaba fuera del mercado y el espacio que albergó a los artistas contraculturales y visionarios que hasta ese entonces trabajaban en los márgenes, en los 90’ fue la época de la internacionalización. El Recoleta se convirtió en el epicentro del circuito comercial del arte gracias a la llegada de grandes artistas internacionales, y a que fue sede de las ediciones de arteBA entre 1991 y 1997.
En 1997, David Bowie se presentó  en vivo en la mítica capilla del Recoleta y cantó Always Crashing The Same Car, Can´t Read y The Superman acompañado por una guitarra de doce cuerdas en un breve concierto acústico que funcionó como side show antes de su presentación en el estadio de Ferro.
En 1998, llegó Yoko Ono con su muestra «En Trance», en la que cien ataúdes se ubicaban en un enorme galpón y del interior de cada uno de ellos crecía un árbol. Durante la muestra, Charly García y Gustavo Cerati vinieron a saludar a Yoko en un encuentro inolvidable para el archivo del centro cultural. Ese mismo año, Cerati dio un show histórico en la terraza del Recoleta en el cual presentó “Plan V”, un proyecto solista y electrónico en un momento de transición entre la ruptura de Soda Stereo y el ingreso definitivo a su carrera solista.
En los 2000, el francés François-Marie Banier inauguró la década con una muestra de retratos fotográficos de personajes públicos y anónimos conocida mundialmente. También se presentó La Vanguardia Rusa, una muestra excepcional de 30 artistas rusos de las primeras décadas del siglo XX. Fue la época de las grandes instalaciones del Grupo Mondongo y la consolidación de las performances de Fuerza Bruta en la sala Villa Villa del Recoleta.
Antes de ser un espacio para los artistas, el Recoleta era, durante el siglo XVIII, el convento de los franciscanos. Luego, con la Revolución de Mayo, fue su academia de dibujo. En 1822 el predio devino escuela de agricultura, jardín botánico, prisión y cuartel. En 1834, después de la rebelión de Juan Lavalle, fue el primer Hospital de Clínicas y un asilo para enfermos mentales. Más tarde, Valentín Alsina inauguró allí el Asilo de Mendigos (llamado también “Asilo de los Inválidos”) y luego pasó a ser un asilo de ancianos, en 1944. El Recoleta cambió de destino para siempre en los años 1980 cuando se convirtió en el epicentro del arte joven, ecléctico y de vanguardia. Su historia define su presente. 

### Convento de los Recoletos

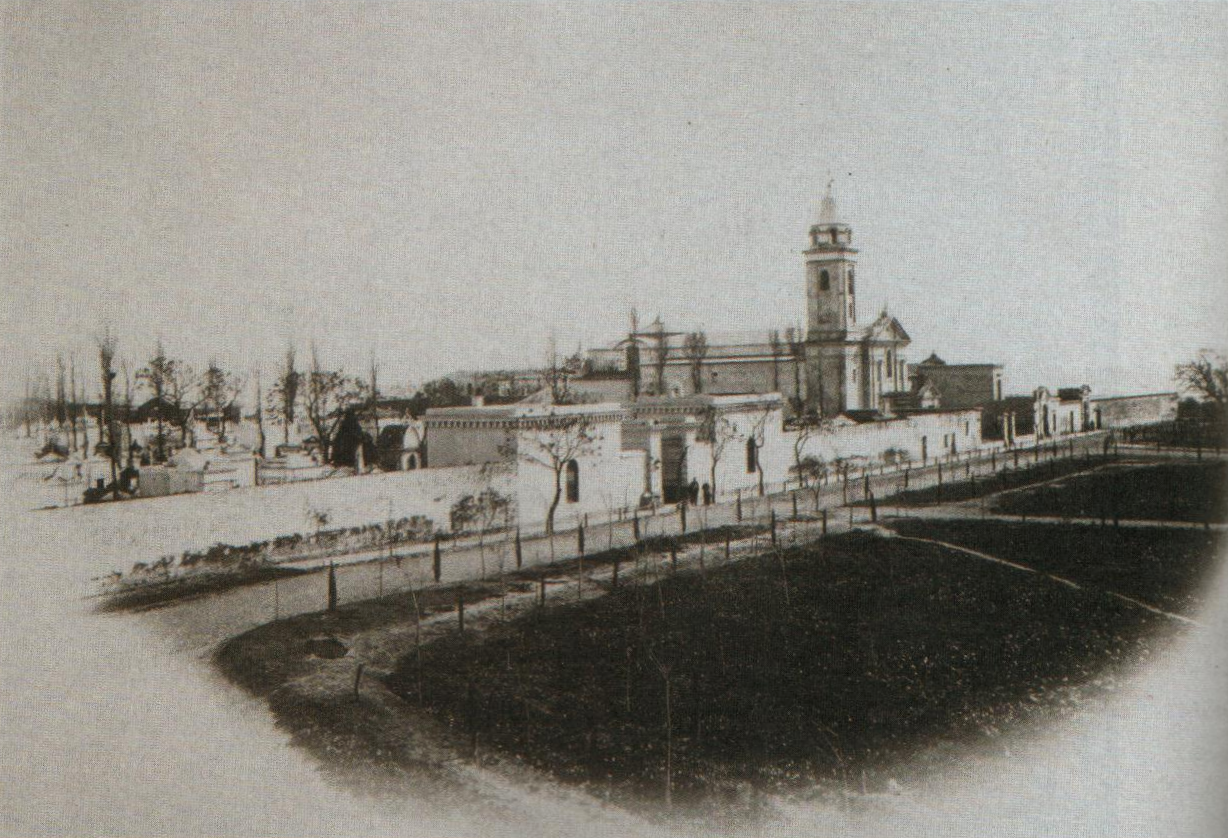
Cementerio, Iglesia del Pilar y Asilo de Inválidos, en 1867.

El solar donde se encuentra el Centro Cultural fue originalmente donado a los frailes franciscanos recoletos en 1716, y en el lugar donde se encuentra el edificio funcionaba el claustro. Los planos de la obra fueron diseñados por los arquitectos jesuitas alemanes Johann Kraus y Johann Wolff, mientras que el diseño de la fachada y los espacios interiores son atribuidos al arquitecto italiano Andrea Bianchi.
El conjunto es uno de los edificios más antiguos aún en pie de la ciudad, ya que su construcción finalizó en 1732. Con la llegada de la Revolución de Mayo y la independencia Argentina, los recoletos nacidos en España fueron trasladados a Catamarca debido a su oposición a la Primera Junta y el edificio cambió sus funciones, ya que allí Manuel Belgrano creó una Academia de Dibujo, dirigida por el padre Francisco de Paula Castañeda.

### Asilo de Mendigos y otros usos
En 1822 el gobernador Martín Rodríguez desalojó a la orden del Convento, trasladando a los monjes que quedaban a la Iglesia de San Francisco o a la recolección en Catamarca, e instaló allí el Asilo de Mendigos. Todo era a causa de la Reforma Eclesiástica impulsada por su ministro Bernardino Rivadavia, mediante la cual se exclaustró a las órdenes católicas y sus edificios fueron utilizados para organismos públicos: el complejo fue utilizado como escuela de agricultura, jardín botánico, prisión y cuartel.
En 1828, las tropas del General Juan Lavalle se instalaron en el antiguo Convento, dando inicio a la rebelión en la que sería asesinado el gobernador Manuel Dorrego. En 1834, por iniciativa de Juan José Viamonte, un sector se transformó en el primer Hospital de Clínicas de la ciudad y en un asilo para enfermos mentales, y el 17 de octubre de 1858 el gobernador Valentín Alsina inauguró allí el Asilo de Mendigos, luego Asilo de Inválidos, mientras se prohibía la limosna callejera.

### Asilo de Ancianos “Gobernador Viamonte”
Durante diez años el asilo funcionó bajo la dirección de la Corporación Municipal de Buenos Aires, pero ante la crítica situación presupuestaria, se entregó la administración de la institución a la orden de las hermanas de San Vicente de Paul. Recuperando el carácter del antiguo convento, las monjas reordenaron el asilo y se mantuvieron a cargo del ahora llamado Asilo de Ancianos, a lo largo del siguiente siglo. La Sociedad de Beneficencia fue la institución civil a cargo de la financiación y el mantenimiento del conjunto.

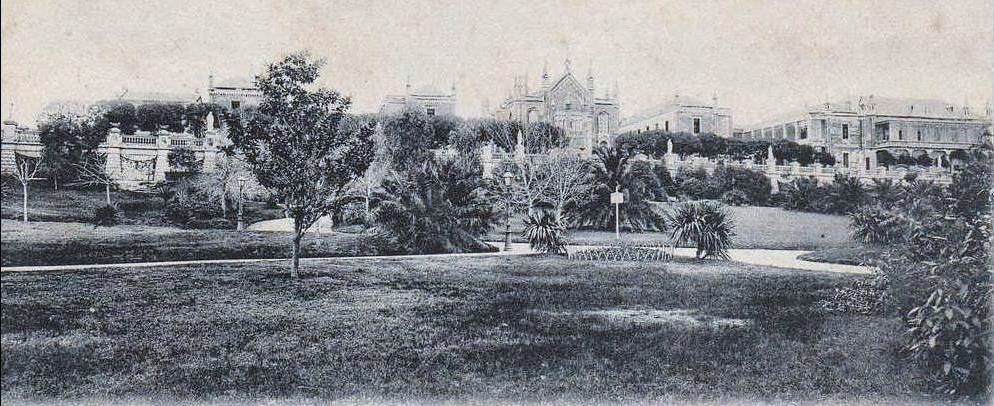
Vista del Paseo de la Recoleta hacia 1900

La zona de “la Recoleta”, como ya se la llamaba, fue privilegiada por Torcuato de Alvear, primer intendente de Buenos Aires (1880-1887), para realizar allí remodelaciones y embellecimiento del espacio público, y el edificio del asilo no fue la excepción. Comenzando con las ampliaciones a partir del mismo año 1880, el pabellón de acceso, de estilo italianizante, y la capilla de estilo neogótico fueron construidos, junto con pabellones de una sola planta, entre 1881 y 1885. Las obras fueron financiadas con donaciones de porteños de clase alta y encargadas al arquitecto municipal Juan Antonio Buschiazzo, quien diseñó todos los edificios. También Buschiazzo fue el paisajista de la actual Plaza Intendente Alvear, a la cual dotó de una laguna artificial y unas falsas ruinas que años más tarde serían demolidas; y fue quien proyectó el actual pórtico del Cementerio de la Recoleta y el paredón con esculturas que sostiene la terraza del antiguo asilo, salvando el fuerte desnivel del terreno. Así, el área de Recoleta se transformó en la privilegiada por el Intendente Alvear, y pasó a ser uno de los paseos favoritos de la clase alta porteña, como lo documentan numerosas fotografías de comienzos del siglo XX. 

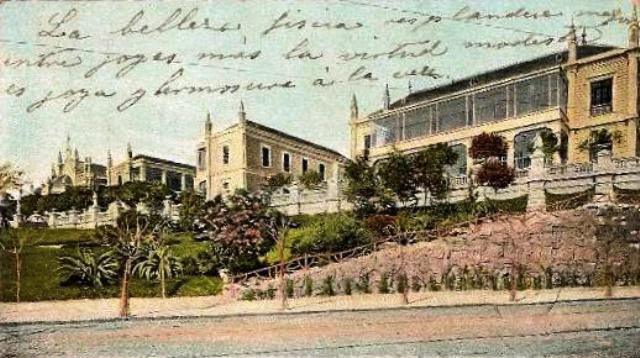
Asilo General Viamonte visto desde la Plaza Intendente Alvear. Los edificios de esta imagen fueron demolidos en 1980.

Entre 1893 y 1894 se realizaron nuevas ampliaciones a cargo de Buschiazzo, mientras el asilo crecía en su número de alojados y agregaba nuevas dependencias: lavaderos, panadería, etc. Luego de una breve crisis económica que afectó a la Municipalidad a mediados de la década en 1897, se le volvió a encargar al ingieniero una nueva remodelación. Buschiazzo imbuido en el espíritu higienista de su época, en muchas ocasiones insistió en la importancia de la ventilación. Era este el punto central de muchas teorías de la época acerca de la higiene y la sanidad. Sobre estas últimas remodelaciones Buschiazzo remarcaba : "presenta el conjunto un aspecto pintoresco y armónico, bastante agradable en su elegante sencillez. Esta obra ofrece amplias comunicaciones, escaleras de rampas suaves y derechas, servicios sanitarios completos, luz y aire en abundancia, siendo todo sencillo, económico y sin lujo, como corresponde a la morada de los ancianos desvaliidos que asila y acoge la caridad pública." . Ahora acompañado por su hijo Juan Carlos, el arquitecto trabajaba diseñando las ampliaciones de manera gratuita, y esto se mantuvo hasta que en 1907 el Asilo fue transferido al Estado Nacional como parte de pago por el terreno donde se levantaría luego el Hospital Torcuato de Alvear. A lo largo de las siguientes décadas sobrevino en Recoleta un lento período de decadencia y deterioro que afectó especialmente al Asilo de Mendigos, que en 1944 pasó a llamarse Asilo de Ancianos “General Viamonte”. Llegó a tener capacidad para 800 personas (de ambos sexos), con la condición de que no tuvieran ni familiares ni medios para subsistir. Las mismas eran atendidas por 341 empleados, distribuidos en 3 turnos y entre las instalaciones se contaban 17 comedores, una cocina moderna, enfermería, biblioteca y ambientes calefaccionados.
Sin embargo, la década de 1960 significó un punto de inflexión para la zona, ya que por un lado se instaló el primer restaurante de lo que llegaría a ser un polo gastronómico, a cargo del luego reconocido chef Gato Dumas, y por el otro la Plaza Francia fue el lugar elegido por la juventud porteña para pasar su tiempo libre y vender artesanías, a medida que se instalaba como moda el movimiento hippie y el rock. Sobre el paredón del Asilo se instaló la feria de artesanía, y en las barrancas de la plaza se reunieron algunos de los padres del rock argentino, como Pappo, Claudio Gabis, Miguel Abuelo, Moris y el mítico Tanguito entre otros.
Mientras la Plaza Francia se consolidaba nuevamente como lugar de encuentro y esparcimiento para nuevos sectores de la sociedad, más jóvenes y menos aristocráticos que los que antes habían privilegiado la Recoleta, el asilo de anciano continuaba su proceso de deterioro, como lo documenta una serie fotográfica de 1969, realizada por Diana Frey.

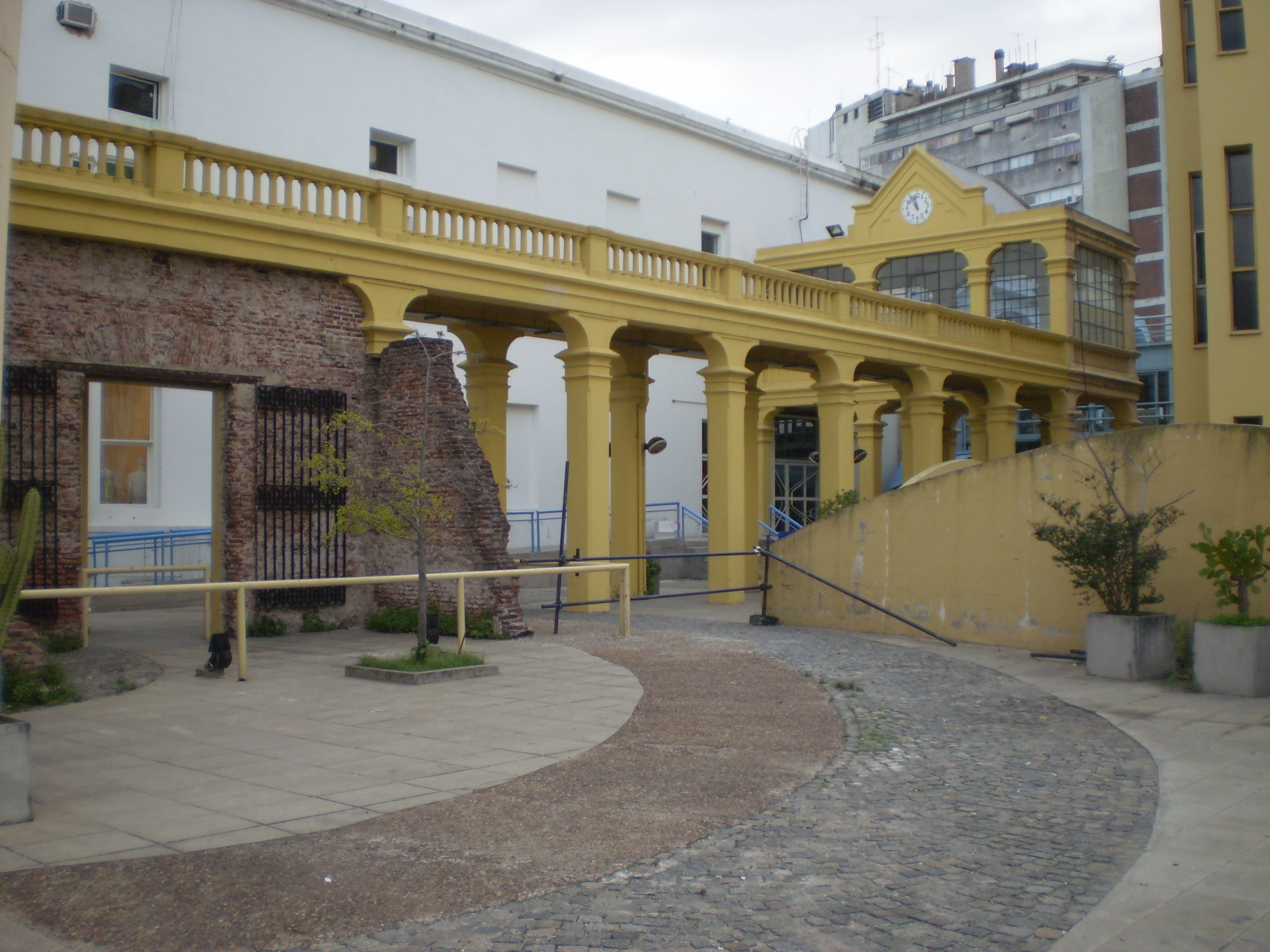
Terraza del CCR, fragmentos de un pabellón demolido y Puente del Reloj.

### Centro Cultural Recoleta
La segunda gran remodelación ocurriría casi un siglo después, en 1979. Argentina era gobernada por una dictadura militar y el intendente de facto Osvaldo Cacciatore impulsó un pretencioso proyecto para transformar el viejo asilo en el nuevo Centro Cultural Ciudad de Buenos Aires, adonde se instalarían en una sede única: el Museo del Cine, el Museo de Arte Moderno y el Museo de Artes Plásticas, además de alojar a parte de la colección del Museo de Arte Hispanoamericano.
La obra fue proyectada por los prestigiosos arquitectos y artistas plásticos Clorindo Testa, Jacques Bedel y Luis Benedit, mientras los ocupantes del asilo eran trasladados a la localidad de Ituzaingó y al Asilo Rawson. Aunque Cacciatore propuso mantener en las reformas el estilo clásico de los antiguos edificios, los arquitectos eligieron un lenguaje completamente contemporáneo para su obra, instalando escaleras metálicas junto a los viejos pasillos abovedados y demoliendo varios de los viejos pabellones diseñados por Buschiazzo hacía ya cien años.
El Centro Cultural se inauguró en diciembre de 1980, y fue durante la dirección de Osvaldo Giesso (1983-1989), ya de nuevo en democracia, que comenzó a crecer para desarrollarse plenamente, y cambiando su nombre por «Centro Cultural Recoleta» a partir de 1990. En el interior del CCR funciona el Museo de Ciencia Participativo «Prohibido no tocar», un lugar especialmente diseñado para jóvenes y niños donde la experiencia interactiva los acerca a los fenómenos físicos.
En un sector del edificio, cedido por la Municipalidad de Buenos Aires al volver a la democracia en 1983, funcionan las oficinas de Naciones Unidas y la Organización de Estados Americanos en la Argentina.
En 2001 se inauguró un nuevo y amplio espacio, la Sala Villa Villa, construida con 250 000 dólares donados por el grupo teatral De la Guarda, quien había debutado en 1995 en el mismo Centro Cultural Recoleta. En 2005, Clorindo Testa volvió al CCR para proyectar una remodelación en el marco de su 25 Aniversario. Así, durante los siguientes años se reformó el hall de acceso, se remodelaron y restauraron las salas de exposiciones. En 2010, ya para el 30 Aniversario del centro cultural, se restauró el Auditorio El Aleph, que ocupa el edificio de la antigua capilla.

### Buenos Aires Design Center
En 1990, se constituyó el Emprendimiento Recoleta S.A., con el objetivo de instalar un centro comercial y un centro de convenciones en parte del predio del Centro Cultural Recoleta. A la hora de diseñar la intervención, la firma eligió contratar nuevamente a Clorindo Testa, quien diez años antes había proyectado el centro cultural, y se hizo cargo del Buenos Aires Design Center, dotándolo de un espacio interior colorido y vibrante, y tomando la idea de aprovechar el antiguo paredón bajo la terraza del ex Asilo para excavar bajo la barranca, abrir una galería y construir el nuevo centro comercial debajo de la terraza del Centro Cultural Recoleta, sobre el nivel inferior de la plaza. Esto significó a su vez una remodelación para el centro cultural, ya que debió cerrar mientras se retiraba toda la tierra necesaria para el centro de compras que se instalaría debajo.
Inaugurado en 1993, el Buenos Aires Design se dedicaba exclusivamente al diseño, contaba con un patio de comidas que ocupaba la galería excavada en el antiguo paredón y fue sede de la sucursal porteña de Hard Rock Café desde 1997. Además, desde 2003 funcionó en uno de los edificios diseñados por Testa, el Auditorio de Buenos Aires. Para mediados del 2020 y previo al mismo, muchos locales de diseño y gastronómicos cerraron. Se prevé que para noviembre del 2023 abra un nuevo centro comercial llamado Oh! Buenos Aires, un shopping anti COVID-19 enfocado en el entretenimiento basado en la tecnología, simulación, deportes y juegos para todas las edades. Además tendrá tiendas de retail y un centro gastronómico.

## Arquitectura y salones

### Proyecto original

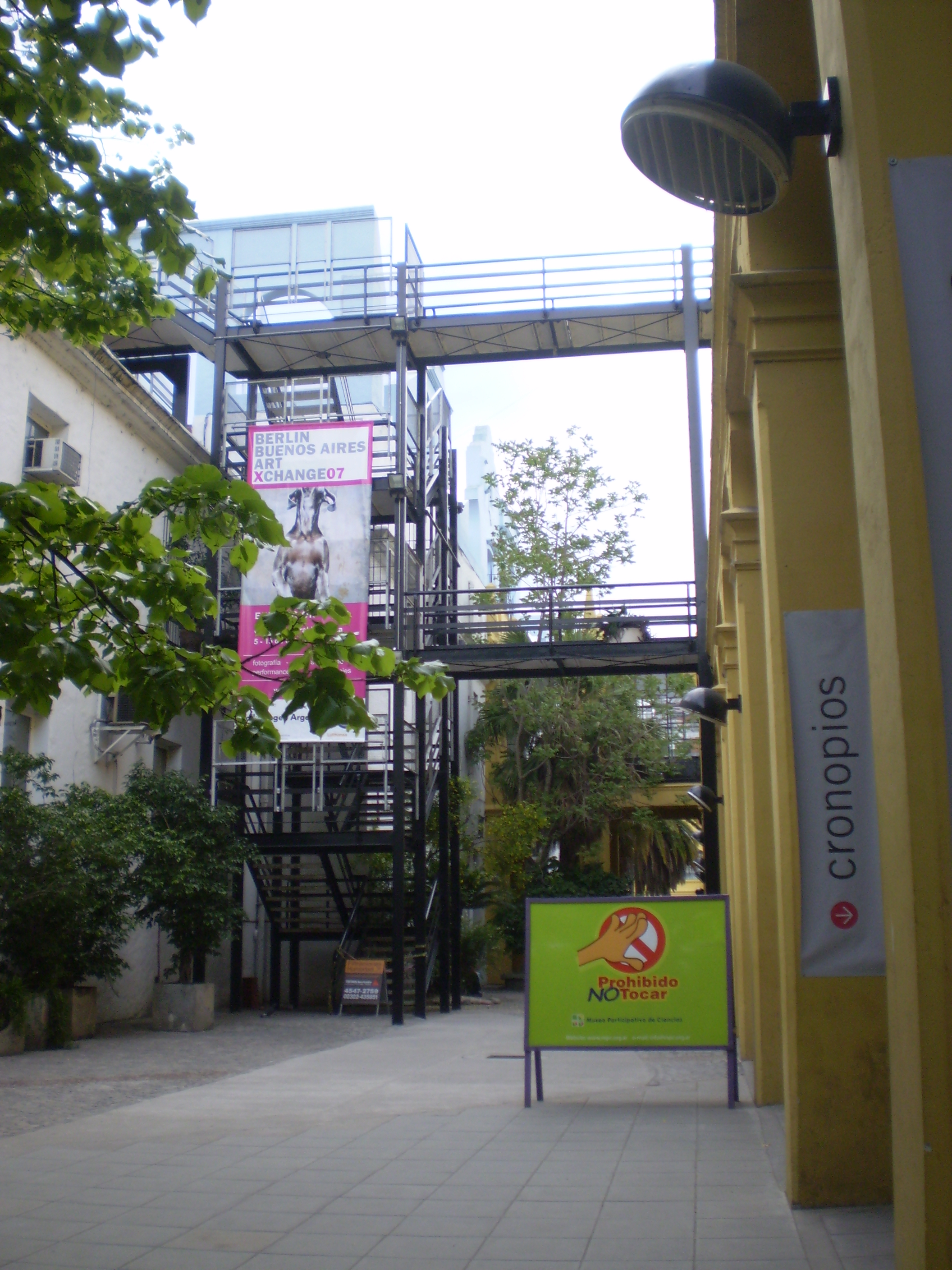
Patio del Tilo y escalera metálica.

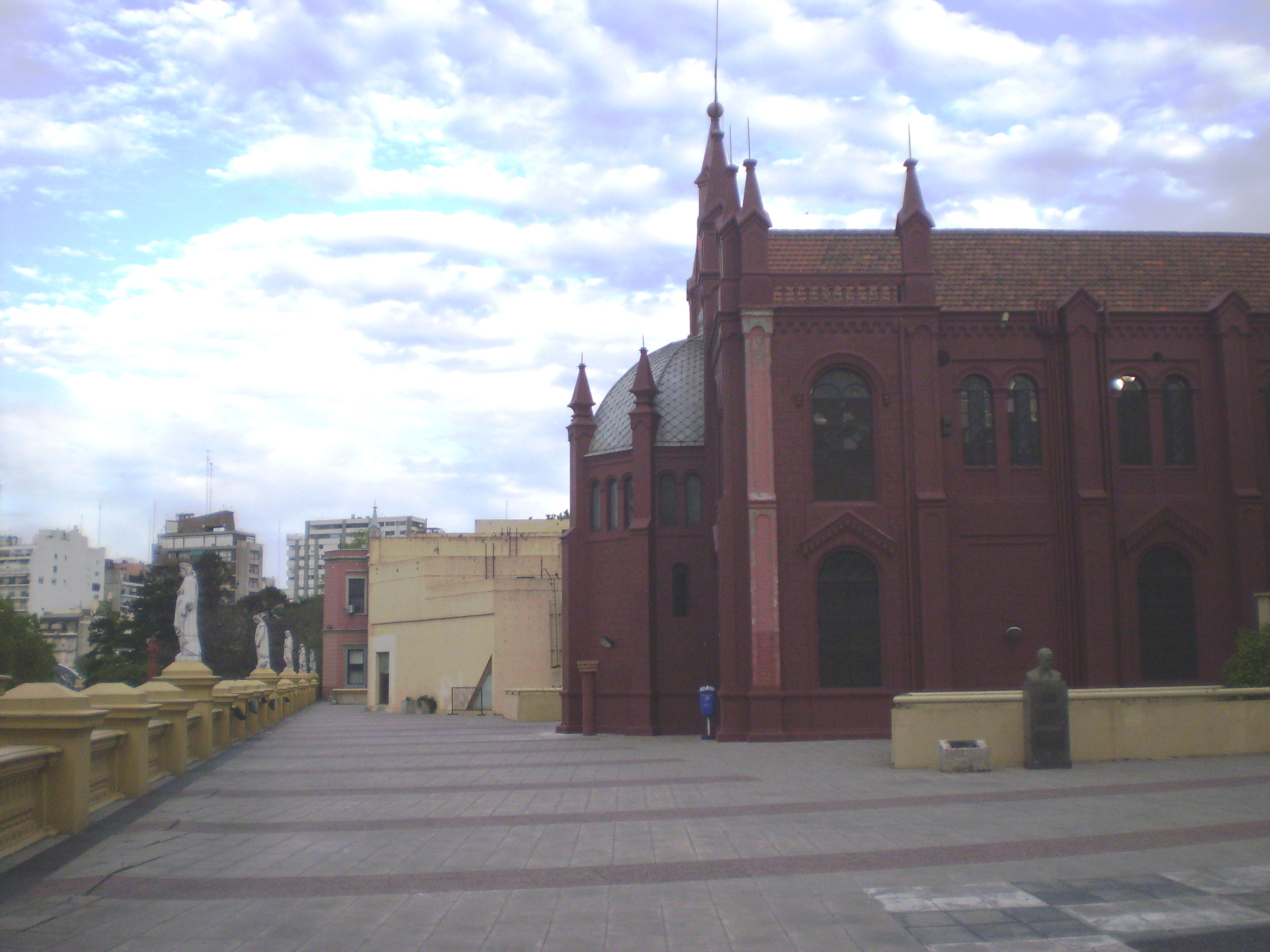
Terraza y auditorio El Aleph.

Cuando Testa, Bedel y Benedit recibieron el encargo para instalar el Centro Cultural en el Asilo Viamonte, su análisis se centró en que el conjunto estaba compuesto por: el antiguo convento franciscano, organizado en claustros alrededor de cinco patios sucesivos, y por otro lado la terraza, la capilla neogótica y los pabellones eclécticos diseñados por Buschiazzo entre 1880 y 1900. Así, el criterio que adoptaron fue restaurar el convento de los recoletos, quitando un segundo piso añadido posteriormente, y modificar libremente los pabellones de fines del siglo XIX. En cuanto a las adiciones demolidas sobre el edificio colonial, se dejaron fragmentos de muros cortados en diagonal, dejando una marca del pasado y pensando esos pisos demolidos como nuevas terrazas al aire libre, un paseo sobre las azoteas con varios miradores y jardines, enmarcadas por los restos de paredes recortadas. El equipo de arquitectos agregó al conjunto un par de escaleras pensadas con aspecto contemporáneo y realizadas en hormigón y vidrio, una en el patio de la fuente, y la otra accediendo al auditorio (ex capilla).
Pensando la terraza del viejo asilo como un espacio de esparcimiento, propusieron construir una estructura de hormigón armado con una escalera que partiera de la Plaza Intendente Alvear, salvara el paredón del asilo y sirviera como acceso independiente a la terraza al aire libre, adonde se encontrarían una confitería y la biblioteca del futuro centro cultural. Esta idea no fue concretada, y finalmente en 1991, Testa propondría perforar el paredón para instalar el patio de comidas del Buenos Aires Design. Los pabellones diseñados por Buschiazzo sobre la terraza, iban a conservarse según el proyecto original, aunque cegando sus aberturas originales y perforando sus muros con nuevas ventanas triangulares. Sin embargo, según avanzó el proyecto y Testa diseñó el Buenos Aires Design, dos de los edificios de Buschiazzo serían demolidos y reemplazados por nuevas construcciones proyectadas por Testa. Se mantuvieron en pie parte de sus fachadas y muros, marcando su existencia pasada. Esto despertó una discusión en la comunidad de arquitectos argentina, ya que mientras muchos exigieron la mantención de lo existente interviniendo lo menos posible, otro apoyaron a Testa y su equipo en modificar todo lo necesario.
Mudando un conjunto de museos municipales al nuevo centro cultural, el primer patio debería haber sido ocupado por el Museo Fernández Blanco, el segundo, el tercero y el cuarto por el Museo Sívori, el edificio cedido a la ONU y la actual Sala Cronopios al Museo de Arte Moderno y el pabellón hacia la calle Azcuénaga (finalmente demolido) por el Museo del Cine. Sobre la azotea del pabellón del Museo de Arte Moderno (hoy Sala Cronopios) se proyectaba otro bar y espacio al aire libre, accesible desde pasarelas.
Hacia el frente de la calle Azcuénaga, el proyecto original de Testa, Bedel y Benedit ocupaba el último de los patios del antiguo convento con un teatro al aire libre y el sector de personal y mantenimiento, rematando con un acceso de servicio desde Azcuénaga. Pero esta parte de la idea tampoco sería construida, y en 1991 este sector del viejo asilo sería demolido para construir el edificio "Ballena" y el acceso al Buenos Aires Design. Con esta modificación del proyecto, además se perdió definitivamente la opción de instalar en el Centro Cultural Recoleta el Museo del Cine, la Escuela de Restauración y una biblioteca pública.
Así, el Centro Cultural Recoleta es un curioso conjunto que combina la arquitectura de por lo menos tres períodos bien diferenciados de la historia de Buenos Aires: la primera época colonial y católica, la “Belle Époque” de fines del siglo XIX y la élite porteña enriquecida por el modelo agroexportador, con un fuerte gusto por la arquitectura europea, y la Buenos Aires moderna reflejada por las adiciones de lenguaje contemporáneo realizadas por Testa, Bedel y Benedit entre 1980 y 2005. Mientras sobre la medianera compartida con la Iglesia del Pilar se observan restos de arcos pertenecientes al templo franciscano, sobre la terraza abierta se exponen las ruinas de los pabellones demolidos en 1980, frente a las estatuas que adornan la baranda, que alguna vez se encontraronn en el antiguo Banco Provincia de Buenos Aires en la calle San Martín. Desde el piso de la terraza se pueden observar unas aberturas escalonadas que permiten el ingreso de luz al Buenos Aires Design Center que funciona debajo del centro cultural, y en definitiva los numerosos edificios del CCR están pintados de variados colores (ocre, azul siena y rojo pompeyano) porque la intención de sus autores fue demarcar que se trata de una acumulación de construcciones de diversos períodos históricos.

### Actualidad

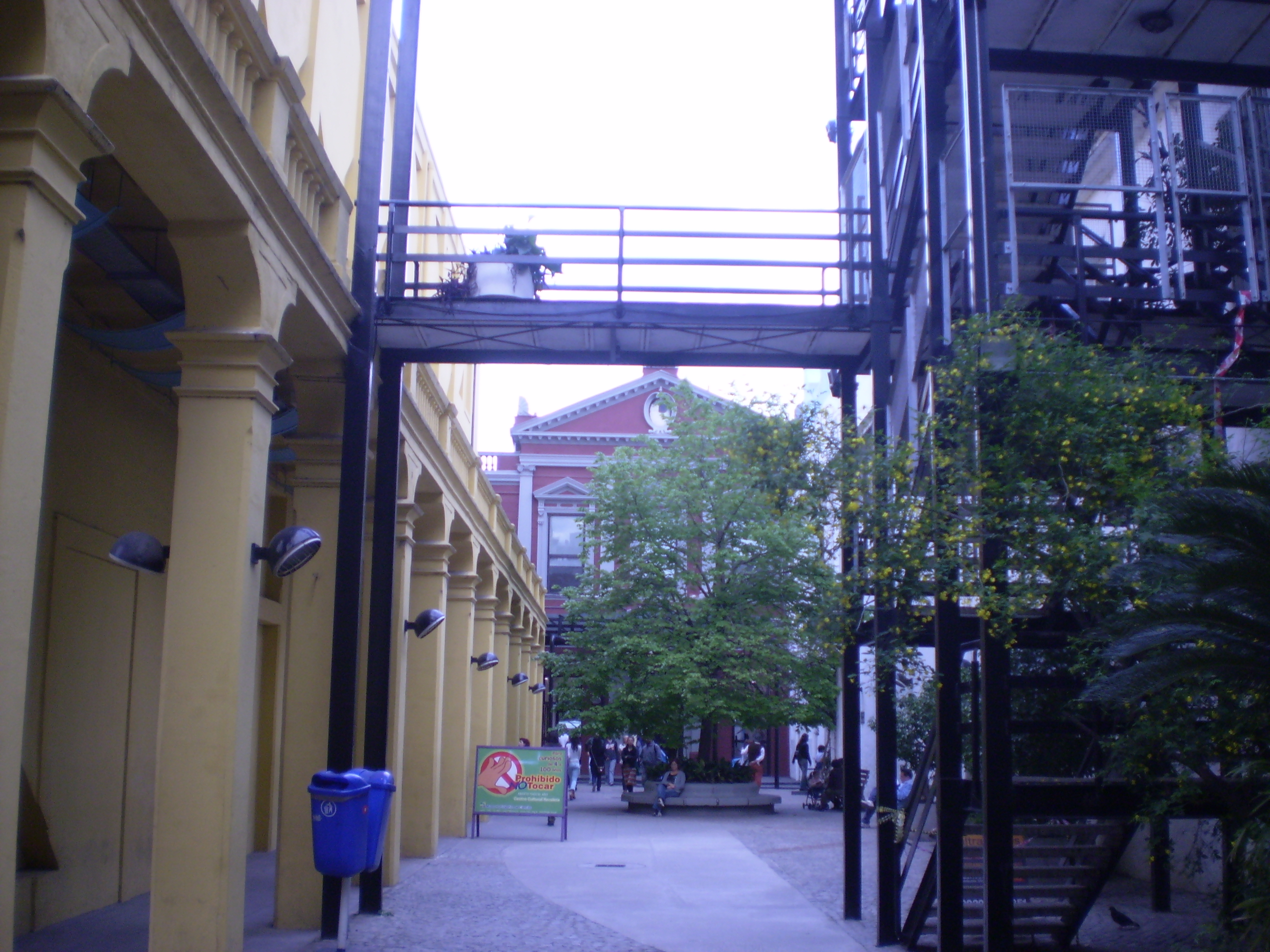
Patio del Tilo y galería elevada.

Con su acceso principal por el mismo edificio que funcionaba como Pabellón de Acceso y sede de la Dirección y administración general del Asilo de Ancianos, en la calle Junín 1930, el Centro Cultural Recoleta se estructura con el clásico esquema de patios que se utilizaba para los conventos y casas en general en los tiempos coloniales. Así, desde el hall de acceso parten las dos circulaciones principales del conjunto. La primera es al aire libre y fue llamada Patio del Tilo por el añejo árbol que la protagoniza. A su lado derecho se suceden una serie de edificios intercalados con patios abiertos que la conectan con la terraza mirando hacia Plaza Francia y el río. En un pabellón muy reformado que perteneció al asilo funcionan: la Sala Cronopios, las Salas J y C, y en la planta alta la Dirección de Música y el Museo Participativo de Ciencias. Siguiendo por el Patio del Tilo se llega al Auditorio El Aleph, ocupando la antigua capilla neogótica, y finalmente un edificio contemporáneo que aloja dependencias de personal. Se mantuvo en pie la fachada de uno de los pabellones demolidos, en donde se exhiben una serie de placas de bronce conmemorativas de los porteños de clase alta que donaron fondos para la construcción del asilo, entre 1884 y 1897. Así también se eligió mantener en pie una de las galerías del primer piso que recorre el Patio del Tilo sobre columnas, y conecta la planta alta del auditorio y de la Sala Cronopios con las salas ubicadas en el edificio opuesto. Esta galería elevada remata en un curioso reloj que adorna una pasarela vidriada, el llamado Puente del Reloj, donde finaliza el centro cultural y se pasa al sector perteneciente al Buenos Aires Design y al Auditorio Buenos Aires, atravesado por otra pasarela diseñada por Testa con estructura metálica, haciendo referencia a las pasarelas anteriores sobrevivientes del asilo.

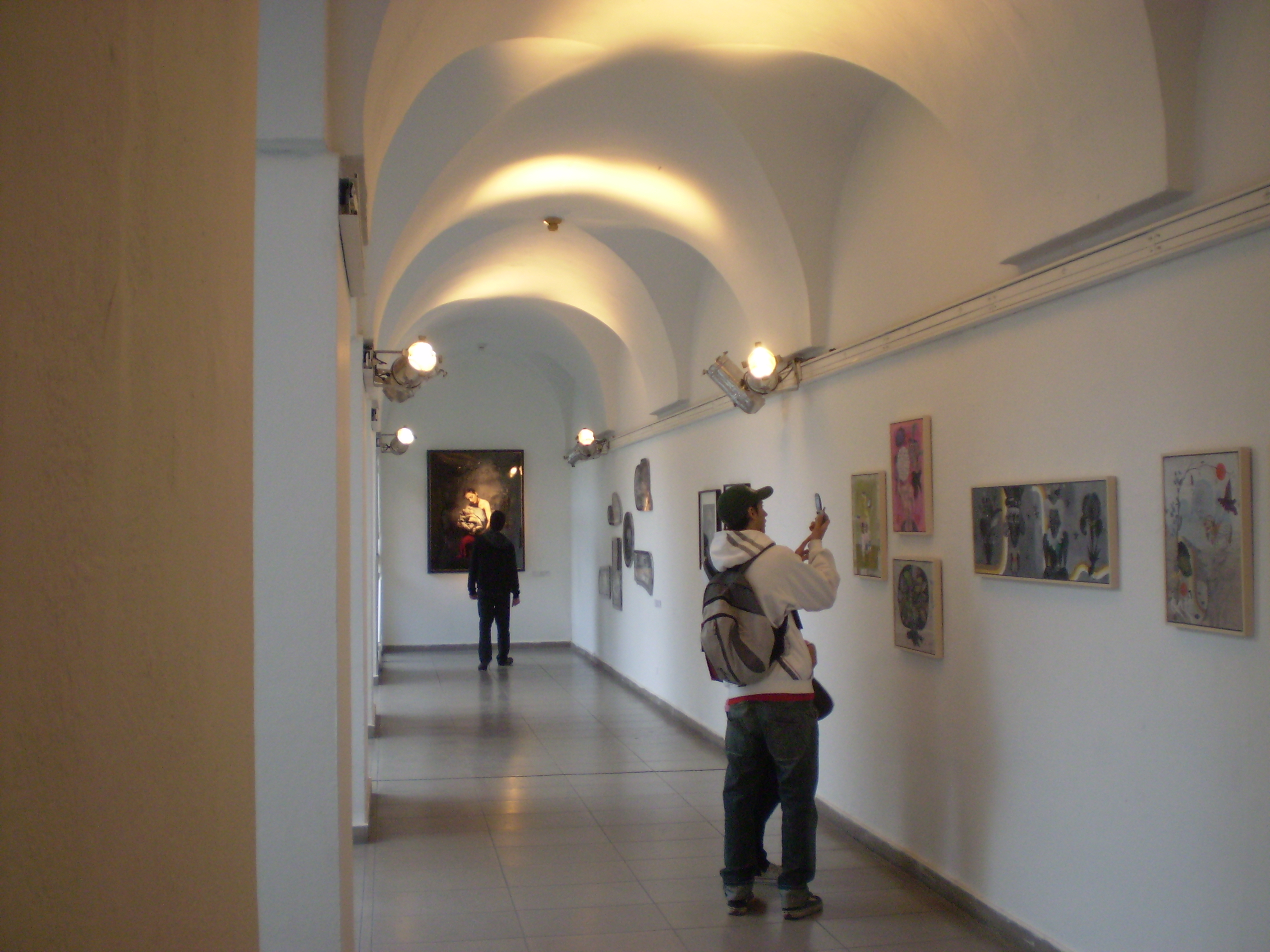
Sala abovedada dentro del antiguo convento franciscano.

La segunda circulación principal del Centro Cultural Recoleta también parte del hall de acceso desde la calle Junín a través de una estructura metálica y una rampa, pero se dirige directamente hacia los antiguos edificios jesuitas que se conservaron en pie, compartiendo la medianera del Cementerio. Se trata de un extenso pasillo con techos abovedados y pintado de blanco como se utilizaba en épocas coloniales, sobre el cual se sucede un número de galerías longitudinales hacia la derecha, y un conjunto de cuatro patios hacia la izquierda, que permiten el acceso de aire y luz natural, y están bordeados por salas transversales al pasillo principal. Patio de los Naranjos, de la Fuente, del Aljibe y del Tanque, cada uno posee una característica que lo distingue, aunque son idénticos en su forma ortogonal y los pabellones a su alrededor que alojan salas de exposiciones, un local de publicaciones artísticas y un pequeño café. Desde el Patio de la Fuente se abre un volumen vidriado que comunica la planta baja con el piso superior, adonde se encuentran la Dirección, la Asociación de Amigos, las aulas para cursos, la biblioteca, la videoteca, el microcine, los sectores de personal.
En 2015 se presentó una iniciativa impulsada por el Ejecutivo porteño de Mauricio Macri que apunta a vender el Buenos Aires Design y parte del centro cultural; el Buenos Aires Design es una concesión operada por IRSA, de Eduardo Elsztain. La concesionaria Emprendimientos Recoleta SA logró previamente que Macri le renovara el permiso por cuatro años y 364 días, a partir de 2013. el legislador Campagnoli explicó que “si lo hacía por cinco años (un día más del plazo fijado), el procedimiento tenía que ser aprobado por la Legislatura”. El diputado Adrián Camps, rechazó el proyecto porque se trata de “un nuevo intento de beneficiar a sectores privados mediante la transferencia de bienes públicos”. En noviembre de 2018 se anunció el cierre de Buenos Aires Design, lo que produjo reclamos y protestas por parte de locatarios y trabajadores, que argumentaban que unas 1500 personas perderían sus fuentes de trabajo. Finalmente, la orden de cierre fue postergada por un año.
Las instalaciones del Centro Cultural se renovaron en 2018, con parámetros de diseño que buscan atraer al público joven. La intervención efectuada sobre el edificio generó diversas críticas, sobre todo el cambio introducido en la fachada. Las críticas se basan en el daño a un edificio histórico preservado por la legislación vigente en su carácter de bien patrimonial, la pérdida de los espacios destinados a artistas del interior del país y la estética impuesta en la intervención. Jacques Bedel, uno de los responsables de la recuperación edilicia y puesta en marcha del Centro Cultural en 1980, opinó: "Me parece el mamarracho más grande que vi en mi vida. Esto se hizo hace 40 años y se suponía que era un centro cultural, no un circo. No un centro de diversión payasística. [...]".
Entre 2018 y 2024 distintos ilustradores lucieron sus murales en la fachada, como Edgardo Giménez y Sebastián Curi. En 2024 se volvió al color anterior.